# Armel Louis
 (janvier 2025).
Si vous disposez d'ouvrages ou d'articles de référence ou si vous connaissez des sites web de qualité traitant du thème abordé ici, merci de compléter l'article en donnant les références utiles à sa vérifiabilité et en les liant à la section « Notes et références ».
Armel Louis est un lexicographe, écrivain et poète français, auteur du Dictionnaire des rimes et assonances, aux éditions Le Robert, et de plusieurs albums d'artistes à caractère  poétique ou satirique dont La Déclaration universelle des droits du cochon, Le voyage de l'ange, Conversation avec ma tasse à La Lucarne des Écrivains, ainsi que effacement / EFFAREMENT aux éditions Transignum.
Le Dictionnaire des rimes et assonances, édité en 1997 sous la direction technique de John Gelder, est illustré par 3 000 citations de poèmes et chansons, et a dépassé les 80 000 exemplaires. Ce dictionnaire de rimes très original met face à face le vocabulaire et les réalisations poétiques de toute époque, du classique au hors-norme. Il est précédé d'une longue préface mettant en valeur tous les types de rimes et leur dénomination parfois nouvelle. Un spectacle théâtral original en est tiré en 2016, ça rime à quoi ? avec Juliette Allauzen comme comédienne, Stephen Pisani pour metteur en scène.

## Publications
Il collabora avec John Gelder, des éditions Parc à l'ouvrage Objet perdu (Idées - Images - Fictions), 1995 - et y édita notamment La Déclaration universelle des droits du cochon, ouvrage pastichant mot à mot la Déclaration universelle des droits de l'homme de l'ONU (1948).
Il dirige depuis 2006 la librairie-galerie La Lucarne des Écrivains, dans le 19e arrondissement de Paris, où il organise une centaine de rencontres littéraires et artistiques chaque année, ainsi qu'une vingtaine de vernissages par an. Il est devenu éditeur en publiant d'abord La Gazette de la Lucarne (une centaine de numéros mensuels) regroupée en livres, Les Écrivains par La Lucarne (2014), Les Écrivains en pleine Lucarne (2014), D'écriture en écriture (2015) (2).
Sous l'enseigne de La Lucarne des Écrivains, il édite depuis 2016 des ouvrages originaux : un recueil de prosésies, aphorismes poétiques et visuels, intitulé Pensées sauvages, de Patrick Le Divenah ; l'essai cinématographique Kenji Mizoguchi, pour l'amour des femmes de Daniel Chocron ; une nouvelle édition illustrée par Daniel Duhamel Arrapel de la Déclaration universelle des droits du cochon, d'Armel Louis, livre en noir et blanc ou en album couleur, avec en parallèle le texte de la Déclaration des droits de l'homme.
En 2017, Armel Louis publie aux éditions La Lucarne des Écrivains : 
Sur Paris : C'est l'histoire du 19e arrondissement de Paris, de Pascal Varejka et Martine Annabelle Arak, premier volume illustré d'une série où paraîtront des ouvrages écrits par ses habitants, historiens, journalistes ou autres, décrivant Paris à travers sa géographie, son histoire, des thématiques spécifiques, avec photos, cartographies, chronologie et liens pratiques. C'est l'histoire du 18e arrondissement de Paris de Christian Colas et Pascal Varejka parait en juin 2022 dans le même esprit, parcourant les quartiers de cet arrondissement et des thèmes transversaux. E n préparation, C'est l'histoire du 20e arrondissement de Paris de Marc Tardieu et Luc Balbont.
En poésie paraissent R de Rose de Sylvia Desbois, une chorégraphie litanique autour du mot rose, avec une variation graphique d'une illustration de Mikaêl Mignard, un recueil de Céline Escouteloup, Impromptus de bord de piscine, suite de poèmes solaires, accompagnés d'images photographiques de Jean-Luc Favre ainsi que Parisiennes d'ici et d'ailleurs, suites de poèmes de Sofia San Pablo, avec en regard des dessins rébus de Véronique Durruty, 43 destins de femmes dans les 20 arrondissements de Paris, sous forme de récits versifiés, tendres et légers.
En 2018, en poésie, Marilyse Leroux publie Le sein de la terre, long poème amoureux alternant une voix féminine et  une voix masculine, illustré d'une centaine d'aquarelles et encres de Véronique Durruty. Ce livre a obtenu le Prix Maram al-Masri, poétique et artistique pour ses deux auteurs. Maurice Cury publie Travaux avant fermeture, vaste poème en prose séquencé, accompagné de peintures de Colette Klein, sorte de bilan poétique de toute son œuvre. Madeleine Melquiond fait paraître Une femme ne se plaint jamais, récits poétiques sur le thème de la souffrance, recueil accompagné des dessins délicats de l'artiste Lourtis sur des graphismes de Jean-Luc Planche. Enfin en coédition avec le Castor Astral, paraît Escapade en Facilie (2018) du fameux musicien Didier Malherbe, expert ès sonnets, faciles ou difficiles.
Dans une veine humoristique paraissent en 2017 Les Patates Parlantes de Grégoire Lacroix, de l'Académie Alphonse Allais, auteur des célèbres Euphorismes dont c'est le prolongement dessiné ; le recueil de phrases typographiques de Jean-Luc Planche, Je n'aime pas qu'on ne m'aime plus (en 4e de couverture : Quelle est la température exacte du bonheur ?). Les Tas de Kouro continue cette veine en 2018 : un petit album hilarant de plus de 300 photos légendées représentant à chaque page un tas d'objets avec un texte décalé de l'artiste Kouro.
En 2018, paraissent des contes pour adultes ou enfants Ouistitis en tous genres d'Yves-Robert Viala, fables joyeuses autour d'un singe déjanté ; 7 historiettes en mode mineur (7 stories from A to G in a minor mode) de Marc Albert-Levin sur des graphismes de Jean-Luc Planche, contes tautogrammatiques des sept premières lettres de l'alphabet, en français et anglais, rappelant l'univers insolite et gai de Lewis Carroll ; Moi le chat Marin de l'artiste et poète Fontaine de la Mare alternant des haïkus et des dessins de style art brut, renouvelant ce genre poétique par un refrain, avec une originale représentation du chat.
Le premier conte philosophique pour enfant de la poétesse syrienne Maram al-Masri, La femme à la valise rouge, dans la veine universelle du Petit prince, illustré par Daniel Duhamel Arrapel.
Portraits secrets d'Alain Gorius, éditeur (Al-Manar), nouvelles fantasmatiques sur la féminité, avec des photographies de Joël Leick.
En 2019, sont publiés différents essais sous forme de beaux livres. Un album illustré Pierre-Auguste Renoir et la musique de Catherine Merle, essai sur l'interrelation intime du célèbre peintre impressionniste avec  la musique de son temps. Un album illustré À Prague, sur les traces de Kafka, avec des photographies de Marinette Delanné accompagné des textes de Daniel Chocron, autour de la fabuleuse ville et du légendaire écrivain. Zygomatiques, un livre pour rire, album de 500 photographies et de textes de Véronique Durruty, mise en scène du sourire et du rire sous toutes ses formes. L'étonnante vie sexuelle et amoureuse de l'éléphant d'Europe de Pascal Varejka, dissertation drôle et savante sur la vision occidentale de ce pachyderme à la vie chastement chrétienne, accompagnée de nombreuses illustrations d'époque.
Toujours en 2019, plusieurs recueils de poésie. De rose et de cactus de Fabienne Schmitt, ritournelles réalistes entre rêveries et révolte. Par Claude Yvans & Danou, le récit poétique "2" déambulant autour de deux cents artistes contemporains et renvoyant à 90 vidéos de Claude Yvans sur certains de ces plasticiens. L'artiste et poète Fontaine de la Mare publie avec le biographe Daniel Chocron Moi Musidora reine du cinéma, à la fois livre de haikus-collages, biographie et anthologie poétique et de nouvelles de Musidora, la première star du cinéma muet. Le même Fontaine de la Mare fait paraître en 2020 Chats à fables, vaste anthologie de fables en vers d'avant La Fontaine à nos jours, accompagnée de collages d'après les dessins de Steinlen.
L'année 2020 démarre avec Pisseuse! de Flor Lurienne sur des dessins de Valéry Rybakov, texte poético-humoristique autour d'une envie très pressante.
En photographie, Le meilleur ami de l'homme, un tour du monde des chiens, petit album de Véronique Durruty qui, en 50 photos et 50 textes, parcourt 50 pays avec autant d'anecdotes différentes concernant cet animal. Véronique Durruty publie la même année Paris en liberté Une balade avec Musidora, 170 photos en noir et blanc bleutées couvrant les 20 arrondissements de Paris (avec pour modèle Maryse Gatard interprétant Musidora), textes de la photographe, postface de Daniel Chocron.
Armel Louis se lance dans le livre d'artiste à petit prix avec Le voyage de l'ange qu'il a écrit une dizaine d'années auparavant, illustré par Marie-Angèle Castillo avec des gravures sur papier aquarellisé, récit poétique autour de la métamorphose. Un deuxième album Conversation avec ma tasse écrit par lui, cette fois-ci dans une veine réaliste à travers la mémoire familiale, accompagné des peintures expressionnistes d'Alexandra Fontaine. Enfin un troisième ouvrage d'Armel Louis effacement EFFAREMENT publié aux éditions Transignum, sur un graphisme de l'artiste roumain Ovidiu Petca, lettrisme éclatant le mot ROUMANIE.
Dans la même veine éditoriale, l'album poétique Le livre de Guillaume, texte en fac similé de Michaël Glück accompagné des œuvres de Pascaline Boura, hommage à son frère décédé Guillaume.
La maison d'éditions La Lucarne des Ecrivains se lance fin 2020 dans le roman graphique et la BD. Lundi quelque part dans l'infini du plasticien Olivier Liegent, récit sous forme de dessins et d'aphorismes narrant la philosophie de l'art et l'art de la philosophie, sur le thème du transhumanisme. Une BD policière dans la lignée de Rouletabille, Effroi sur le beffroi, scénario et dessins de Daniel Duhamel Arrapel, autour d'une intrigue politico-maffieuse et de chantage à Dunkerque en 1880.
Cette maison d'éditions publie deux autres albums pour les enfants, Poisson volant, petit ouvrage de l'artiste Tang Zhifang, sur l'émancipation et, en coédition avec Le Temps des Cerises, son deuxième ouvrage avec Maram al-Masri pour Même pas peur ! tournant sur le thème de l'hospitalité.
L'année 2020 se clôture par un recueil de nouvelles de Béatrice Courraud, La mésenfance, avec des photographies de Tatiana Bitir et un frontispice  d'Anne Gorouben, sur la fatalité mémorielle ; par un deuxième recueil de Maurice Cury Ceci n'est pas un poème avec des œuvres originales de l'artiste Lourtis ; enfin par un important premier recueil de poèmes d'Aline Recoura, Banlieue Ville, avec des peintures naïves et expressionnistes de Marjan, sur l'existence des habitants dans les zones urbaines sous forme de récits de vie versifiés.
En 2021 paraît Fontaine ardente, un album avec sept artistes (Delfine Guy, Caroline Lauzain, Alexandra Fontaine, Fontaine de la Mare, Lourtis, Claude Yvans, Zéglobo Zéraphim) accompagnant un même texte  d'Armel Louis. Ce livre expérimental montre  l'univers sensuel ou sexuel, du plus abstrait au plus cru, de chacun/e de ces artistes en 13 œuvres s'inspirant des 13 paragraphes du poème.
Paraissent deux autres albums autour de textes en prose poétique de Maurice Cury : Amazones Amazone, réédition de cette longue traversée du fleuve Amazone entourée d'Amazones fantasmatiques, une épopée de sa vie accompagnée des dessins animaliers luxuriants de Daniel Duhamel Arrapel hauts en couleur. Les Bêtise de Cambrai, annotations variées, insolites ou humoristiques dans lesquelles Maurice donne à cœur joie sa verve et son imaginaire poétique. Cet album est parcouru des dessins surréalistes de Lourtis sur une maquette de Maude de Goër, graphiste également d'Amazones, Amazone et de Fontaine ardente.
En 2022 commence sous l'étoile artistique de Loulou Taÿeb. Peintre, graveur sculpteur, catalogue des œuvres réunies par Muriel Lendower regroupant l'ensemble exhaustif de ses créations, classées par technique.
Sur Paris, C'est l'histoire du 18e arrondissement de Paris de Christian Colas et Pascal Varejka parait en juin 2022 dans la même série que le 19e  édité en 2017, parcourant les quartiers de cet arrondissement et des thèmes transversaux. La nouvelle édition de C'est l'histoire du 19e arrondissement de Paris doit être suivie de C'est l'histoire du 20e arrondissement de Paris, clôturant la série du nord-est parisien.